# Teatro San Luigi
Il Teatro San Luigi è un teatro forlivese, uno dei più antiche della città ed uno dei pochi sopravvissuti alla distruzione della Seconda guerra mondiale.

## Architettura
L'edificio è un tipico esempio di architettura forlivese ottocentesca e fu progettato dall'ingegnere Vincenzo Pantoli. Sulla facciata, contraddistinta dalla sobrietà delle linee architettoniche, si trova un'ampia finestra "per male", divisa in 2 e impreziosita da colonna tuscaniche.

## Storia
Venne costruito nel 1893 e per molti anni rimase punto di riferimento culturale della città.
Il teatro, trasformato nel 1945 in sala cinematografica con il nome di "Cinema Italia", fu completamente ristrutturato nel 1965.
Dopo essere stato chiuso nel 1979, nei primi anni 2000 è stato oggetto di un approfondito intervento di restauro e ammodernamento effettuato su progetto dell'architetto Annalisa Balzoni e dell'ingegnere Franco Faggiotto.
Trasformato in sala multimediale, vent'anni dopo la chiusura è stato inaugurato nel gennaio del 2000 e da allora ospita stagioni teatrali e rassegne cinematografiche, nonché convegni e conferenze di interesse pubblico.